# Ambato Boeny (district)
Ambato Boeny is een district van Madagaskar in de regio Boeny. Het district telt 200.122 inwoners (2011) en heeft een oppervlakte van 8005 km², verdeeld over 11 gemeentes. De hoofdplaats is Ambato Boeny.

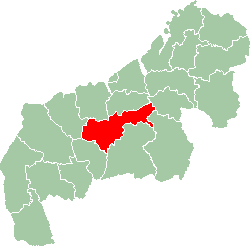
Locatie in de provincie Mahajanga.